# 呼吸チョコ
呼吸チョコ（こきゅうチョコ）は、株式会社マルシゲが企画・生産するプライベート・ブランド商品の一つ。

## 概要
ネーミングは、呼吸（意気）の合う友人・家族・恋人と食べてもらいたいという想いで、ひと粒ひと粒丁寧に作っているショコラティエの想いから名付けられました。カリフォルニア・アーモンドをマスカルポーネチーズを溶かしたホワイトチョコレートで包み、ココアパウダーでコーティング。現在は「北新地（ココア）」「京都祇園（抹茶）」「ミルキーホワイト」「ミルク」を販売。自社のお菓子のまるしげ店舗はもちろんの事、大阪土産として関西の主要空港・駅のお土産売り場、また全国の空港（一部除く）の免税エリアで展開しています。

## 種類
呼吸チョコ 北新地（ココア）
人気フレーバー。甘すぎない大人のココア味。香ばしいアーモンドをマスカルポーネチーズクリームで包み、ココアパウダーでコーティングしました。マスカルポーネチーズとアーモンドのハーモニーが絶妙なチョコレートです。
呼吸チョコ 京都祇園（抹茶）
ショコラティエがひと粒ひと粒心を込めて作り上げました。アーモンドのカリッとした歯ごたえとマスカルポーネチーズに、ほのかに香る宇治抹茶が上品の一品です。
呼吸チョコ ミルキーホワイト
クリーミングシュガーパウダーをまぶして仕上げたミルクと、砂糖の優しい甘さで包み込んだアーモンドティラミスチョコです。
呼吸チョコ ミルク
アーモンドの代わりに球形のミルクチョコレートを使用して、濃厚なマスカルポーネチーズクリームで包み、ふわふわのココアパウダーをふんだんに重ねました。三層の織りなす贅沢なハーモニーをお楽しみください。

## 受賞歴
「呼吸チョコ 北新地」
- 第23回（1998年）全国菓子大博覧会栄誉金賞受賞
- 第25回（2008年）全国菓子大博覧会名誉総裁賞受賞

## 開発の経緯
1992年に、株式会社マルシゲのPB商品「ティラミスチョコレート」として誕生。当時ブームの真っ只中だったイタリアンスイーツ、ティラミスに便乗した商品。2006年には、商品名を「呼吸チョコ 北新地ティラミスチョコレート〈ココア〉」に変更。北新地のラウンジやバーで広まったため、そのまま商品名とした。2007年以降、抹茶風味の「京都祇園」・ミルキーホワイト・ミルクをデビューしました。